# Lijst van voetbalinterlands Nederland - San Marino (mannen)
Deze lijst van voetbalinterlands is een overzicht van alle officiële voetbalwedstrijden tussen de nationale teams van Nederland en San Marino. De landen hebben tot op heden zes keer tegen elkaar gespeeld. De eerste ontmoeting, een kwalificatiewedstrijd voor het Wereldkampioenschap voetbal 1994, werd gespeeld in Utrecht op 24 maart 1993. Het laatste duel, een kwalificatiewedstrijd voor het Europees kampioenschap voetbal 2012, vond plaats op 2 september 2011 in Eindhoven.

## Wedstrijden
| № | № Int. NED | Plaats     | Datum             | Competitie           | Wedstrijd              | Uitslag |
| - | ---------- | ---------- | ----------------- | -------------------- | ---------------------- | ------- |
| 1 | 494        | Utrecht    | 24 maart 1993     | WK 1994 kwalificatie | Nederland – San Marino | 6 – 0   |
| 2 | 497        | Bologna    | 22 september 1993 | WK 1994 kwalificatie | San Marino – Nederland | 0 – 7   |
| 3 | 536        | Amsterdam  | 29 maart 1997     | WK 1998 kwalificatie | Nederland – San Marino | 4 – 0   |
| 4 | 538        | Serravalle | 30 april 1997     | WK 1998 kwalificatie | San Marino – Nederland | 0 – 6   |
| 5 | 700        | Serravalle | 3 september 2010  | EK 2012 kwalificatie | San Marino – Nederland | 0 – 5   |
| 6 | 710        | Eindhoven  | 2 september 2011  | EK 2012 kwalificatie | Nederland – San Marino | 11 – 0  |

## Samenvatting
| Competitie      | Totaal gespeeld | Winst Nederland | Gelijk | Winst San Marino | Doelsaldo Nederland – San Marino |
| --------------- | --------------- | --------------- | ------ | ---------------- | -------------------------------- |
| WK-kwalificatie | 4               | 4               | 0      | 0                | 23 − 0                           |
| EK-kwalificatie | 2               | 2               | 0      | 0                | 16 − 0                           |
| Totaal          | 6               | 6               | 0      | 0                | 39 − 0                           |

Wedstrijden bepaald door strafschoppen worden, in lijn met de FIFA, als een gelijkspel gerekend.

## Details

### Eerste ontmoeting
| WK 1994 kwalificatie (Utrecht, Nederland, 24 maart 1993):                                                                     |       |            |
| Nederland | 6 – 0 | San Marino |
| John van de Brom 3' Claudio Canti 29' (e.d.) John de Wolf 53' Ronald de Boer 67' (pen.) Peter van Vossen 78' John de Wolf 83' | goals |            |

### Tweede ontmoeting
| WK 1994 kwalificatie (Bologna, Italië, 22 september 1993): |       | |
| San Marino                                                 | 0 – 7 | Nederland |
|                                                            | goals | 1' John Bosman 21' Wim Jonk 43' Wim Jonk 51' Ronald de Boer 68' John Bosman 76' John Bosman 81' (pen.) Ronald Koeman |

### Derde ontmoeting
| WK 1998 kwalificatie (Amsterdam, Nederland, 29 maart 1997):                       |       |            |
| Nederland                                                                         | 4 – 0 | San Marino |
| Patrick Kluivert 45' Frank de Boer 59' Pierre van Hooijdonk 82' Frank de Boer 90' | goals |            |

### Vierde ontmoeting
| WK 1998 kwalificatie (Serravalle, San Marino, 30 april 1997): |       | |
| San Marino                                                    | 0 – 6 | Nederland |
|                                                               | goals | 38' Dennis Bergkamp 63' Aron Winter 71' Pierre van Hooijdonk 74' Frank de Boer 85' John Bosman 90' Dennis Bergkamp |

### Vijfde ontmoeting
| EK 2012 kwalificatie (Serravalle, San Marino, 3 september 2010): |       | |
| San Marino                                                       | 0 – 5 | Nederland |
|                                                                  | goals | 16' (pen.) Dirk Kuijt 38' Klaas-Jan Huntelaar 48' Klaas-Jan Huntelaar 67' Klaas-Jan Huntelaar 89' Ruud van Nistelrooij |

### Zesde ontmoeting
| EK 2012 kwalificatie (Eindhoven, Nederland, 2 september 2011): |                 | |
| Nederland | 11 – 0          | San Marino |
| Robin van Persie 7' (Mark van Bommel) Wesley Sneijder 12' (schot) John Heitinga 17' (Dirk Kuijt) Dirk Kuijt 49' (Klaas-Jan Huntelaar) Klaas-Jan Huntelaar 56' (Wesley Sneijder) Robin van Persie 65' (Dirk Kuijt) Robin van Persie 67' (rebound) Klaas-Jan Huntelaar 77' (Kevin Strootman) Robin van Persie 79' (Kevin Strootman) Wesley Sneijder 87' (Robin van Persie) Georginio Wijnaldum 90' (Hedwiges Maduro) | goals (assists) | |
| Bert van Marwijk | bondscoach      | Giampaolo Mazza |
| Maarten Stekelenburg Gregory van der Wiel John Heitinga Joris Mathijsen Erik Pieters Mark van Bommel 74' Robin van Persie Kevin Strootman 86' Klaas-Jan Huntelaar Wesley Sneijder Dirk Kuijt 74' | opstellingen    | Aldo Simoncini Fabio Vitaioli Damiano Vannucci 68' Fabio Bollini 82' Davide Simoncini Giacomo Benedettini Matteo Andreini Michele Cervellini 54' Pier Filippo Mazza Andy Selva Matteo Vitaioli |
| Tim Krul Khalid Boulahrouz Edson Braafheid Hedwiges Maduro 74' Georginio Wijnaldum 86' Eljero Elia 74' Luuk de Jong | wissels         | Michele Ceccoli 82' Simone Bacciocchi Matteo Bugli 54' Matteo Coppini 68' Alex Gasperoni Manuel Marani Paolo Montagna                                                                          |
| | gele kaarten    | 45+1' Davide Simoncini 75' Alex Gasperoni |

KNVB ·
A-internationals ·
Bondscoaches (m) ·
Topscorers ·
Nederlands vrouwenelftal ·
Bondscoaches (v) ·
Nederland B ·
Olympisch elftal ·
Jong Oranje ·
Nederland –20 ·
Nederland –19 ·
Nederland –18 ·
Nederland –17 ·
Nederland –16 ·
Nederland –15 ·
Nederlands amateurelftal ·
Nederlands zaterdagelftal ·
Jong OranjeLeeuwinnen ·
Vrouwen –20 ·
Vrouwen –19 ·
Vrouwen –18 ·
Vrouwen –17 ·
Vrouwen –16 ·
Vrouwen –15 ·
Militair mannenelftal ·
Militair vrouwenelftal ·
Strandteam ·
Vrouwen Strandteam ·
Futsalteam ·
Vrouwen Futsalteam

EK-wedstrijden ·
WK-wedstrijden ·
Resultaten kwalificaties en eindronden ·
Nederland B-wedstrijden ·
Officieuze wedstrijden ·
EK-wedstrijden vrouwen ·
WK-wedstrijden vrouwen ·
Resultaten vrouwen kwalificaties en eindronden
1905 – 1919 ·
1920 – 1929 ·
1930 – 1939 ·
1940 – 1949 ·
1950 – 1959 ·
1960 – 1969 ·
1970 – 1979 ·
1980 – 1989 ·
1990 – 1999 ·
2000 – 2009 ·
2010 – 2019 ·
2020 – 2029
2015 ·
2016 ·
2017 ·
2018 ·
2019 ·
2020 ·
2021 · 
2022
EK's: 1976 · 
1980 · 
1988 · 
1992 · 
1996 · 
2000 · 
2004 · 
2008 · 
2012 · 
2020 · 
2024
WK's: 1934 · 
1938 · 
1974 · 
1978 · 
1990 · 
1994 · 
1998 · 
2006 · 
2010 · 
2014 · 
2022
OS: 1908 ·
1912 ·
1920 ·
1924 ·
1928 ·
1948 ·
1952 ·
2008
Albanië ·
Andorra ·
Argentinië ·
Armenië ·
Australië ·
België ·
Bosnië en Herzegovina ·
Brazilië ·
Bulgarije ·
Canada ·
Chili ·
China ·
Colombia ·
Costa Rica ·
Curaçao ·
Cyprus ·
DDR ·
Denemarken ·
Duitsland ·
Ecuador ·
Egypte ·
Engeland ·
Estland ·
Faeröer ·
Finland ·
Frankrijk ·
GOS · 
Georgië ·
Ghana ·
Gibraltar ·
Griekenland ·
Hongarije ·
Ierland ·
IJsland ·
Indonesië ·
Iran ·
Israël ·
Italië ·
Ivoorkust ·
Japan ·
Joegoslavië ·
Kameroen ·
Kazachstan ·
Kroatië ·
Letland ·
Liechtenstein ·
Luxemburg ·
Malta ·
Marokko ·
Mexico ·
Moldavië ·
Montenegro ·
Nederlandse Antillen ·
Nigeria ·
Noord-Ierland ·
Noord-Macedonië ·
Noorwegen ·
Oekraïne ·
Oostenrijk ·
Paraguay ·
Peru ·
Polen ·
Portugal ·
Qatar ·
Roemenië ·
Rusland ·
Saarland ·
San Marino ·
Saoedi-Arabië ·
Schotland ·
Senegal ·
Servië en Montenegro ·
Slovenië ·
Slowakije ·
Sovjet-Unie ·
Spanje ·
Suriname ·
Thailand ·
Tsjechië ·
Tsjecho-Slowakije ·
Tunesië ·
Turkije ·
Uruguay ·
Verenigd Koninkrijk ·
Verenigde Staten ·
Wales ·
Wit-Rusland ·
Zuid-Afrika ·
Zuid-Korea ·
Zweden ·
Zwitserland
Argentinië (1978) ·
Argentinië (2006) ·
Argentinië (2014) ·
Argentinië (2022) ·
Australië (2014) ·
Brazilië (2014) ·
Chili (2014) · 
Costa Rica (2014) ·
Denemarken (2010) ·
Denemarken (2012) ·
Duitsland (2012) · 
Ecuador (2022) · 
Frankrijk (2008) ·
Italië (2008) ·
Ivoorkust (2006) ·
Japan (2010) ·
Kameroen (2010) ·
Mexico (2014) · 
Noord-Macedonië (2021) · 
Oekraïne (2021) · 
Oostenrijk (2021) · 
Portugal (2006) ·
Portugal (2012) ·
Portugal (2019) ·
Qatar (2022) ·
Roemenië (2008) ·
Rusland (2008) ·
San Marino (2011) ·
Senegal (2022) ·
Servië en Montenegro (2006) ·
Sovjet-Unie (1988) ·
Spanje (2010) ·
Spanje (2014) ·
Tsjechië (2021) · 
Uruguay (2010) ·
Verenigde Staten (2022) · 
West-Duitsland (1974)
FSGC · A-internationals · Bondscoaches · Statistieken · San Marino U21 · San Marino U19 · San Marino U18 · San Marino U17 · San Marino U16
1986 – 1989 · 1990 – 1999 · 2000 – 2009 · 2010 – 2019 · 2020 – 2029
2000 · 2001 · 2002 · 2003 · 2004 · 2005 · 2006 · 
Albanië · 
Andorra ·
Azerbeidzjan ·
België · 
Bosnië en Herzegovina · 
Bulgarije ·
Canada ·
Cyprus ·
Denemarken ·
Duitsland · 
Engeland · 
Estland · 
Faeröer · 
Finland · 
Gibraltar · 
Griekenland · 
Hongarije · 
Ierland · 
IJsland ·
Israël · 
Italië · 
Kaapverdië ·
Kazachstan ·
Kosovo ·
Kroatië · 
Letland · 
Libanon · 
Liechtenstein · 
Litouwen · 
Luxemburg ·
Malta ·
Moldavië ·
Montenegro ·
Nederland · 
Noord-Ierland · 
Noorwegen ·
Oekraïne ·
Oostenrijk · 
Polen · 
Roemenië · 
Rusland · 
Saint Kitts en Nevis ·
Saint Lucia ·
Schotland · 
Servië en Montenegro · 
Seychellen ·
Slovenië · 
Slowakije · 
Spanje · 
Syrië ·
Tsjechië · 
Turkije · 
Wales · 
Wit-Rusland · 
Zweden · 
Zwitserland
Nederland (2011)